# Kurt Lischka
Kurt Lischka, född 16 augusti 1909 i Breslau, död 5 april 1989 i Brühl, var en tysk SS-Obersturmbannführer. Han var från 1940 till 1943 ställföreträdare för Helmut Knochen, befälhavare för Sicherheitspolizei (Sipo) och Sicherheitsdienst (SD) i Paris. Lischka var en av de ansvariga för deportationen av omkring 80 000 judar från Frankrike. Efter att ha spårats upp av makarna Serge och Beate Klarsfeld ställdes Lischka inför rätta och dömdes år 1980 till 10 års fängelse.